# Drypetes celastrinea
Drypetes celastrinea là một loài thực vật có hoa trong họ Putranjivaceae. Loài này được Pax & K.Hoffm. mô tả khoa học đầu tiên năm 1922.